# 单廷珪 (五代)
单廷珪（?—?），五代十国初期燕国的骁将。
刘守光属下有单廷珪、元行钦，时称骁勇，晋将夏鲁奇与他们战斗，两不能解，两军都把士兵放出来观看。912年（唐天祐九年、后梁乾化二年、燕应天二年）五月初七，刘守光派单廷珪率精兵一万出城迎战，在龙头冈与晋将周德威相遇，单廷珪对左右说：“今天一定要擒住周阳五！”周阳五是周德威的小名。交战后，单廷珪见周德威在阵中，持枪单马追赶，枪尖刺到周德威的脊背，周德威侧身避开，奋力挥槌反击。单廷珪落马，被生擒，放在军营门前。燕兵大败，被斩杀三千人，获大将李山海等五十二人。五月十二日，周德威自涿州进军良乡县、大城县。单廷珪作为勇将被俘，燕军大丧士气。